# Verdienter Metallurge der Deutschen Demokratischen Republik
Verdienter Metallurge der Deutschen Demokratischen Republik war eine staatliche Auszeichnung  der Deutschen Demokratischen Republik (DDR), welche in Form eines Ehrentitels mit Urkunde und einer tragbaren Medaille verliehen wurde. 

## Beschreibung
Gestiftet wurde der Titel am 30. Januar 1975. Seine Verleihung erfolgte für hervorragende Leistungen bei der Lösung volkswirtschaftlicher Aufgaben in der Metallurgie. Ferner auch für besondere Verdienste und Initiativen im Wettbewerb sowie auf wissenschaftlich-technischem Gebiet, aber auch bei der Durchführung von Investitionsvorhaben in der Metallurgie und letztendlich auch für langjährige vorbildliche Einsatzbereitschaft in diesem Gebiet. Die Anzahl der Höchstverleihungen war pro Jahr auf 25 Ehrentitel begrenzt.

## Medaille zum Ehrentitel

### Aussehen
Die vergoldete Medaille mit einem Durchmesser von 30 mm zeigt auf ihren Avers einen vom Betrachter aus gesehen rechts blickenden Kopf eines Metallurgen mit Werkhelm und Schutzbrille. Das Revers der Medaille zeigt mittig das Staatswappen der DDR, welches von der Umschrift: VERDIENTER METALLURGE umgeben ist.

### Trageweise
Getragen wurde die Medaille auf der linken oberen Brustseite an einem 25 × 14 mm orange bezogenen Ordensband. Auf ihm sind zwei senkrechte stahlblaue Streifen von 3 mm Breite eingewebt, die 3 mm vom Saum entfernt sind.